# Enzo Copetti
Enzo Nahuel Copetti (Roque Sáenz Peña, 16 gennaio 1996) è un calciatore argentino, attaccante del Rosario Central.

## Caratteristiche tecniche
È un centravanti.

## Carriera
Cresciuto nel settore giovanile dell'Atlético Rafaela, debutta in prima squadra il 3 giugno 2016 in occasione dell'incontro di Copa Argentina vinto ai rigori contro il Ferro Carril Oeste.
Nel 2021 viene ceduto in prestito al Racing Club.

## Statistiche

### Presenze e reti nei club
Statistiche aggiornate al 19 ottobre 2022.
| Stagione        | Squadra          | Campionato      | Campionato | Campionato | Coppe nazionali | Coppe nazionali | Coppe nazionali | Coppe continentali | Coppe continentali | Coppe continentali | Altre coppe | Altre coppe | Altre coppe | Totale | Totale |
| Stagione        | Squadra          | Comp            | Pres       | Reti       | Comp            | Pres            | Reti            | Comp               | Pres               | Reti               | Comp        | Pres        | Reti        | Pres   | Reti   |
| --------------- | ---------------- | --------------- | ---------- | ---------- | --------------- | --------------- | --------------- | ------------------ | ------------------ | ------------------ | ----------- | ----------- | ----------- | ------ | ------ |
| 2016-2017       | Atlético Rafaela | PD              | 3          | 0          | CA              | 1               | 0               |                    | -                  | -                  |             | -           | -           | 4      | 0      |
| 2017-2018       | Atlético Rafaela | PN              | 9          | 0          | CA              | 1               | 0               |                    | -                  | -                  |             | -           | -           | 10     | 0      |
| 2018-2019       | Atlético Rafaela | PN              | 21         | 0          | CA              | 3               | 1               |                    | -                  | -                  |             | -           | -           | 24     | 1      |
| 2019-2020       | Atlético Rafaela | PN              | 10         | 1          | CA              | 1               | 0               |                    | -                  | -                  |             | -           | -           | 11     | 1      |
| 2020            | Atlético Rafaela | PN              | 9          | 5          |                 | -               | -               |                    | -                  | -                  |             | -           | -           | 9      | 5      |
| 2021            | Racing Club      | PD              | 23         | 4          | CdL             | 19              | 6               | CL                 | 7                  | 1                  | SA          | 1           | 0           | 50     | 11     |
| 2022            | Racing Club      | PD              | 24         | 11         | CdL             | 17              | 9               | CL                 | 4                  | 1                  |             |             |             | 45     | 21     |
| Totale carriera | Totale carriera  | Totale carriera | 99         | 21         |                 | 42              | 16              |                    | 11                 | 2                  |             | 1           | 0           | 152    | 39     |